# 反対
| ウィキペディアには「反対」という見出しの百科事典記事はありません（タイトルに「反対」を含むページの一覧/「反対」で始まるページの一覧）。 代わりにウィクショナリーのページ「反対」が役に立つかもしれません。 |